# Senonen

Das römische Gallien und rechtsrheinische Germanien um das Jahr 70 n. Chr.

Die Senonen (lateinisch: Senones) waren ein keltischer Stamm des Altertums, der möglicherweise aus zwei gleichnamigen Zweigen eines Volkes bestand. Sie siedelten in Gallien und später in Norditalien südlich des Flusses Po.

## Die Senonen in Gallien
Die gallischen Senonen bewohnten das Gebiet der heutigen französischen Départements Seine-et-Marne, Loiret und Yonne. Ihr Hauptort war Agendicum (später Senonus, heute Sens).
Sie waren 54 bis 51 v. Chr. an den Kämpfen gegen Gaius Iulius Caesar beteiligt und vertrieben ihren von diesem eingesetzten König Cavarinus. Schließlich wurden sie von Caesar unterworfen. Nach der Darstellung Caesars siedelten die Senonen südlich von den Belgern an der Seine und an der Loire.

## Die Senonen in Italien

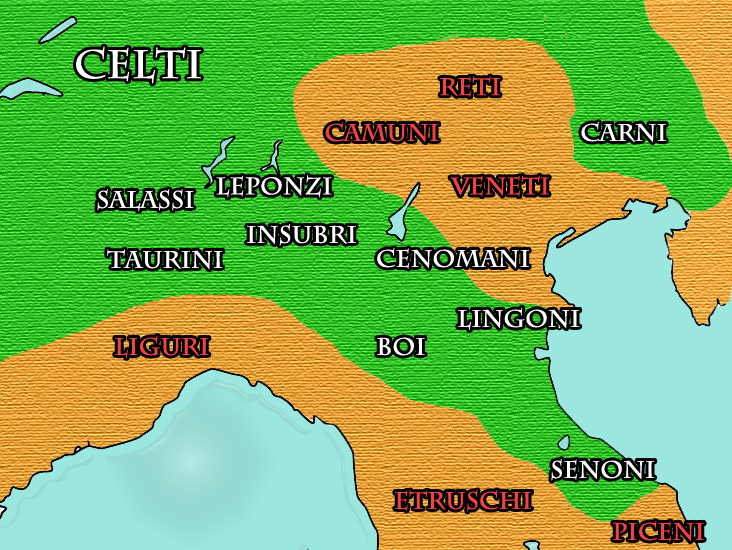
Gallia cisalpina

Im 5. Jahrhundert v. Chr. setzten sich keltische Völker vom heutigen Frankreich aus in Bewegung. Eine Gruppe der Senonen überquerte die Alpen und ließ sich gemeinsam mit Insubrern, Boiern und Cenomanen in der Poebene nieder, wo sie mehrfach die Etrusker besiegten. Sie bewohnten dort die Gegend bei Ariminum (Rimini) und Ancona.
Zu Beginn des 4. Jahrhunderts v. Chr. drangen keltische Krieger unter König Brennus („vae Victis!“) über den Gebirgszug des Apennin nach Süden vor und eroberten 387 v. Chr. Rom mit Ausnahme des Capitols – die heiligen Gänse der Juno sollen durch ihr Geschnatter die Verteidiger gewarnt haben – und zogen nach Monaten der Belagerung nur gegen Zahlung eines Lösegeldes wieder ab. Die Beteiligung der Senonen am Zug gegen Rom ist umstritten, nicht jedoch ihre jahrhundertelange Feindschaft Rom gegenüber.
Im Jahr 285 v. Chr. griffen sie das etruskische Arretium (Arezzo) an. Die zu Hilfe eilenden Römer erlitten dabei eine Niederlage. Der Senonische Häuptling Britomaris verbündete sich anschließend mit den Etruskern gegen die Römer, doch der Konsul Publius Cornelius Dolabella führte eine starke Streitmacht in ihre Gebiete. Im Jahre 283 v. Chr., während das Heer der Senonen auf Rom marschierte, besetzten die Römer deren Stammesgebiet und töteten gezielt Frauen, Kinder und Alte. Danach besiegten die Römer das senonische Heer und gründeten auf deren Gebiet die Kolonie Sena Gallica (heute Senigallia). Der letzte Rest der Senonen wurde unmittelbar anschließend aus Italien vertrieben.
Die Besiedlung Italiens durch Senonen konnte durch Funde in den Gräberfeldern bei Montefortino d’Arcevia und in Santa Paolina di Filottrano nachgewiesen werden.